# Geotrupes
Geotrupes – rodzaj chrząszczy żukokształtnych z rodziny gnojarzowatych (Geotrupidae) i podrodziny Geotrupinae.

## Opis
Żuki te posiadają kulistą buławkę czułków, gładkie, pozbawione guzków lub wyrostków przedplecze oraz wydatne guzy barkowe. Po zewnętrznej stronie goleni tylnych odnóży posiadają trzy poprzeczne listwy, licząc razem z wierzchołkową. Ubarwione są fioletowo, niebiesko lub zielono, przy czym barwa opalizująco-metaliczna pojawia się tylko u młodych imagines. Starsze osobniki są matowo czarne.

## Występowanie
W Polsce występują 3 gatunki zaliczane współcześnie do tego rodzaju: Geotrupes mutator, żuk gnojowy (G. stercorarius) oraz G. spiniger. Wszystkie należą do podrodzaju nominatywnego.

## Systematyka
Dawniej rodzaj ten podzielony był na kilka podrodzajów, które później wyniesiono do rangi rodzaju. Zaliczano tu m.in. obecne rodzaje Anoplotrupes i Typocopris. Obecnie wyróżnia się tylko 3 podrodzaje i ponad 20 gatunków:
- Geotrupes sensu stricto Latreille, 1796
  - Geotrupes baicalicus Reitter, 1893
  - Geotrupes corinthius Fairmaire, 1886
  - Geotrupes folwarcznyi Cervenka, 2005
  - Geotrupes genestieri Boucomont, 1905
  - Geotrupes ibericus Baraud, 1958
  - Geotrupes jakovlevi Semenov, 1891
  - Geotrupes kashmirensis Sharp, 1878
  - Geotrupes koltzei Reitter, 1893
  - Geotrupes lenardoi Petrovitz, 1973
  - Geotrupes meridionalis Palisot de Beauvois, 1805
  - Geotrupes mutator (Marsham, 1802) – żuk zmienny
  - Geotrupes olgae (Olsoufieff, 1918)
  - Geotrupes spiniger (Marsham, 1802) – żuk pastwiskowy
  - Geotrupes stercorarius (Linnaeus, 1758) – żuk gnojowy
  - Geotrupes thoracinus Palisot de Beauvois, 1805
- Glyptogeotrupes Nikolaev, 1979
  - Geotrupes castaneipennis Reitter, 1887
  - Geotrupes crenulipennis (Fairmaire, 1891)
  - Geotrupes impressus Gebler, 1841
  - Geotrupes kuluensis Bates, 1891
  - Geotrupes molestus Faldermann, 1835
- Stereopyge Costa, 1847
  - Geotrupes douei Gory, 1841